# ぐるぐるタウンはなまるくん
『ぐるぐるタウンはなまるくん』は、1999年10月3日から2001年9月29日まで、テレビ東京系列で全101話が放送された、テレビ大阪・スタジオぴえろ制作の幼児向けアニメ。
放送時間は、2001年3月25日放送分（第75話）まで毎週日曜9:30 - 10:00、2001年4月7日放送分（第76話）より毎週土曜7:30 - 8:00（いずれもJST）。上記系列局の他、BSジャパンや南海放送（日本テレビ系列局）でも時差放送されていた。

## 概要
学習研究社の乳幼児向け家庭直販教材「はなまるきっず」のキャラクター・はなまるくんを主人公としたオリジナルアニメであり、同名の漫画が「はなまるきっず」に連載されていたこともある。内容はアニメの中から1話を漫画化したものであった。
シリーズ構成に浦沢義雄を起用したことから、全編においてギャグやパロディや現実社会のネタ等、子供のみならず大人でも楽しめる作風となっている為、一部のアニメファンからはハイテイションな「暴走ぶり」が話題となっている。
本作品は、テレビ大阪制作の日曜9時台後半のアニメ枠において、唯一のファミリー向け作品であると同時に、同局制作のアニメでは初となる全編デジタル制作作品でもある。また本作品の2年間という放送期間、そして全101話という放送回数は、前出の時間帯で放送された単発の作品としてはいずれも最長・最多である。

## ストーリー
架空の街「ぐるぐるタウン」に住む7人の子供たちを中心とした、日々の生活を描くオムニバス方式のアニメ。
はなまるがスーパーヒーローに変身する「はなまる王子」、「はなまるキング」や「お歌のコーナー」などを差し挟みバラエティにとんだ内容となっている。これもシュールな世界観で知られる浦沢義雄がシリーズ構成であることが関係している。

## キャラクター
はなまるくん
声 - 藤巻恵理子
本作品の主人公で、犬をモチーフとした男の子のキャラクター。7人のリーダー的存在。一人称は「ぼく」 。明るく元気だが、少々気が小さい。誕生日は8月7日。
はなまる王子
「はなまる王子」において、はなまるが変身したスーパーヒーロー。トマトを食べると変身する。第16話には未登場。名乗る際のセリフは、「胸のマークは正義の印!!はなまる王子参上!!」
はなまるキング
「はなまるキング」・「デラックスはなまるキング」・「はなまるキング・ターボ」において、はなまるが変身したスーパーヒーロー。トマトを食べると変身する。「デラックスはなまるキング」では、胸のはなまるマークを金色にした、デラックスはなまるキングにパワーアップしたが、「はなまるキング・ターボ」では、はなまるキングに戻っており、キング・ターボというジェット機型マシンで戦闘場所に移動する。登場時は、上空に、はなまるマークが描かれ、決めポーズを取ると、はなまるマークの花火が上がる。「デラックスはなまるキング」第62話には未登場。名乗る際のセリフは、「はなまるキング」では、「正義の遊園地!!はなまるキング参上!!」、「デラックスはなまるキング」では、「胸のマークは正義の印!!デラックスはなまるキング参上!!」、「はなまるキング・ターボ」では、「正義の○○!!はなまるキング参上!!」

まるる
声 - 間宮くるみ
はなまるの妹。小さい割にはしっかり者。一人称は 「まるる」､または 「わたし」 。 はなまるとは、時々けんかもするが仲がいいという関係にある。
プリンセス・まるる
トマトを食べて、まるるが変身したスーパーヒーロー。「はなまる王子」第16話・最終話で登場し、「はなまるキング」では、はなまるキングの助っ人として第32話・第38話・第40話・第45話・最終話に登場。「デラックスはなまるキング」第55話・第75話、「はなまるキング・ターボ」最終話にも登場。「はなまるキング」以降は、変身後に「プリンセス・まるるデビュー!!」と言う。名乗る際のセリフは、「はなまる王子」では「胸のマークは愛の軌跡!!プリンセス・まるるデビュー!!」、「はなまるキング」以降は、「心からお助けします!!プリンセス・まるる!!」

みーにゃ
声 - 岡村明美
猫をモチーフとした女の子のキャラクター。おしゃれに気を遣う。一人称は「わたし」。 割とわがままな上に、きまぐれな性格をしている。
みーにゃムーン
トマトを食べて、みーにゃが変身したスーパーヒーロー美少女戦士セーラームーンの酷似。「はなまる王子」最終話のみ登場。
ファッションみーにゃ
トマトを食べて、みーにゃが変身したスーパーヒーロー。「はなまるキング」では、はなまるキングの助っ人として第28話・第34話・第40話・第43話・第46話に登場し、「デラックスはなまるキング」にも第55話・第75話に登場した。「はなまるキング・ターボ」には最終話のみ登場。変身後、可愛いポーズを取って「アイ!!マイ!!みーにゃ!!」と言う。名乗る際のセリフは、「戦うスーパーモデル!!ファッションみーにゃ!!」

しまお
声 - 田中真弓
猿をモチーフとした男の子のキャラクター。運動神経がよく、物知り。一人称は「ぼく」 。物事を理論で考える冷静なところがあるが、悪知恵が働くこともしばしばある。
しまお仮面
トマトを食べて、しまおが変身したスーパーヒーローシルバー仮面の酷似。「はなまる王子」最終話のみ登場。
グレートしまお
トマトを食べて、しまおが変身したスーパーヒーロー。「はなまるキング」では、はなまるキングの助っ人として第36話・第40話・第41話・第44話・第47話に登場し、「デラックスはなまるキング」にも第55話・第75話に登場した。「はなまるキング・ターボ」には最終話のみ登場。登場の際は、西部劇の主人公風の決めポーズを取る。名乗る際のセリフは、「どこかで誰かが呼んでいる!!悪を倒せと呼んでいる!!グレートしまお見参!!」

こぷー
声 - 坂本千夏
豚をモチーフとした男の子のキャラクター。大食漢で、いつも食べることしか考えていない。唯一頭頂部に2本のアホ毛がある。一人称は「ぼく」。マヨネーズが好物。頭は悪いが、優しい心の持ち主でもある。
こぷーライダー
トマトを食べて、こぷーが変身したスーパーヒーロー仮面ライダーの酷似。「はなまる王子」最終話のみ登場。
キャプテンこぷー
トマトを食べて、こぷーが変身したスーパーヒーロー。「はなまるキング」では、はなまるキングの助っ人として第27話・第29話・第35話・第40話・第42話に登場し、「デラックスはなまるキング」にも第55話・第75話に登場した。「はなまるキング・ターボ」には最終話のみ登場。サーフィンの波乗りで登場する。名乗る際のセリフは、「ただのデブじゃない!!心優しき力自慢!!キャプテンこぷー!!」

ちゅりん
声 - 小桜エツ子
ねずみをモチーフとした男の子のキャラクター。いろいろなもののコレクター。 一人称は「ぼく」。 他の人より体が小さいので、それで苦労することがある。
ちゅりんマン
トマトを食べて、ちゅりんが変身したスーパーヒーローウルトラマンの酷似。「はなまる王子」最終話のみ登場。
スーパーちゅりん
トマトを食べて、ちゅりんが変身したスーパーヒーロー。「はなまるキング」では、はなまるキングの助っ人として第26話・第33話・第39話・第40話・第49話に登場し、「デラックスはなまるキング」にも第55話・第75話に登場した。「はなまるキング・ターボ」には最終話のみ登場。名乗る際のセリフは、「燃える心!!燃える勇気!!スーパーちゅりん参上!!」

ぺんぺ
声 - 井上彩名
ペンギンをモチーフとした女の子のキャラクター。結構クールな性格で、ボケに対しては容赦ないツッコミを入れる。一人称は「わたし」､または 「あたし」 。 はなまるのことが好き。
美少女仮面ぺんぺ
トマトを食べて、ぺんぺが変身したスーパーヒーロー美少女仮面ポワトリンの酷似。「はなまる王子」最終話のみ登場。
エンジェルぺんぺ
トマトを食べて、ぺんぺが変身したスーパーヒーロー。「はなまるキング」では、はなまるキングの助っ人として第30話・第40話に登場し、「デラックスはなまるキング」にも第55話・第75話に登場した。「はなまるキング・ターボ」には最終話のみ登場。名乗る際のセリフは「花に水!!人に愛!!天使は真心!!エンジェルぺんぺ参上!!」

おとうさん
声 - 家中宏
本名不明。はなまるのお父さん。普段は優しいが、叱る時はきちんと叱る人。おかあさんとは結構仲がよく、夫婦喧嘩の際には互いにソフトな愛情表現で対応している。腕時計を愛用しており、それがないと落ち込む。料理の味はまずいときも美味しいときもある。
「はなまるキング」第40話、「デラックスはなまるキング」第58話、「はなまるキング・ターボ」第87話にも登場している。

おかあさん
声 - 三田ゆう子
本名不明。はなまるのお母さん。おとうさんと同じく、はなまるたちに対して優しくもけじめある教育をしている。
「はなまるキング」第40話、「デラックスはなまるキング」第58話にも登場している。

しろひげさん
声 - 緒方賢一
第38話から登場。山羊をモチーフとしたキャラクター。はなまるくん達に昔の武勇伝を語るのが趣味だが登場するたびにその職業が変わっている。

怪人ザ・ジズゼゾ
声 - 緒方賢一
ワニをモチーフとしたキャラクター。ぐるぐるタウンのはずれに住む怪人物。番組内の一コーナーである、「はなまる王子」とその続編「はなまるキング」・「デラックスはなまるキング」・「はなまるキング・ターボ」でのみ登場する悪役。一人称は「おれ」。地球を征服する目的はひどい虫歯で、その虫歯の痛みを忘れるため。子供の頃はとんでもなく貧乏であったり、父親とは汽車の運賃を節約するために列車の最後尾に縄をつけて途中で千切れてそのまま生き別れた過去があったり、それらの貧乏にまつわる逸話を披露したり、母親には頭が上がらないなど、悪役の割には人情かつコミカルな場面がしばしば描かれる。誕生日は11月2日であり、星座はさそり座であり、血型はAB型。
「はなまるキング」から出動シーンが追加され、第26話から55話までは車で出動していたが、それ以降の第56話・第63話では飛行機に、第62話では潜水艦、第64話では凧、第69話ではバイクに乗って出動していた時もあり、第67話ではかあちゃんが温泉に行くために車を借りて行った為、代わりにウルトラホーク3号に似た新型戦闘機で出動する等出動の為に様々な乗り物を所持している様子である。いずれの出動手段でもぐるぐるタウンに現れるのが驚くほど早い。
ザ・ジズゼゾ スター
「デラックスはなまるキング」第75話に登場。かあちゃんの願いを聞いたザ・ジズゼゾが、はなまるキングと共闘中にゆーほさんとぶつかった時に、トマトを食べて変身してしまったスーパーヒーロー。必殺技はデラックスはなまるキングと一緒に放ったスペシャルパンチである。名乗る際のセリフは「この星の紋所が目に入らぬか!!我こそは正義の決定版!!ザ・ジズゼゾ スター!!」

ドクター・ミズゴジ
声 - 家中宏
犬をモチーフとしたキャラクター。ザ・ジズゼゾの城に居候する科学者で「すみません」が口癖。「はなまる王子」最終話の終盤で初登場し、その後の「はなまるキング」・「デラックスはなまるキング」・「はなまるキング・ターボ」のシリーズにも登場。ザ・ジズゼゾのためにあらゆる発明品をつくっては、はなまるたちに倒されることがしばしば。
第60話で宇宙を漂っていた所、隕石にぶつかっておかげで地球に帰還でき、第65話から再びザ・ジズゼゾの前に現れるようになり、第66話からザ・ジズゼゾに無理矢理一緒に出動される事になった。
ミズゴジロボ
「はなまるキング」第50話に登場。ドクター・ミズゴジ自ら等身大のロボット型スーツを身にまとった姿で、「キング」でのラスボス。いつもの卑屈な態度を戦いに利用しはなまるキングとプリンセス・まるるを追い詰めるが、ザ・ジズゼゾとの連携が上手くいかず喧嘩を始めた隙に地球外に吹っ飛ばされそのまま宇宙を漂う事になってしまった。「デラックスはなまるキング」第65話にも登場している。
最新攻撃型マシンおどりこちゃん
「デラックスはなまるキング」第66話に登場。ザ・ジズゼゾとドクター・ミズゴジがふたりで乗り込み操縦するロボット。バレエの動きで攻撃を行うがはなまるキングに攻撃をかわされ敗北した。
最新攻撃型マシンP.B （ピエール.ボンジュール）
「デラックスはなまるキング」第67話に登場。ザ・ジズゼゾとドクター・ミズゴジがふたりで乗り込み操縦するロボット。東京タワーのような姿をしている。武器は腕のハサミと刺を飛ばす事が可能な刺付き鉄球である。
最新型美容マシンカット＆パーマちゃん
「デラックスはなまるキング」第69話に登場。ザ・ジズゼゾとドクター・ミズゴジがふたりで乗り込み操縦するロボット。カット攻撃やシャンプー攻撃を行うがはなまるキングの身嗜みを整えただけであった。
最新攻撃型マシンいろいろうらない野郎
「デラックスはなまるキング」第70話に登場。ザ・ジズゼゾとドクター・ミズゴジがふたりで乗り込み操縦するロボット。花うらない等いろいろな攻撃が可能だがどれもカッターを飛ばすだけであった。
最新攻撃型マシンお花ちゃん
「デラックスはなまるキング」第71話に登場。ザ・ジズゼゾとドクター・ミズゴジがふたりで乗り込み操縦するロボット。花をガトリングガンのように発射して攻撃できるがその中にいたハチに怒られ失敗してしまった。
さんすうロボ
「デラックスはなまるキング」第72話に登場。ザ・ジズゼゾとドクター・ミズゴジがふたりで乗り込み操縦するロボット。計算機の姿をしたロボットだが構造が貧弱だったので自滅してしまった。
歌舞伎ロボ
声 - 茶風林
「デラックスはなまるキング」第73話に登場。ザ・ジズゼゾとドクター・ミズゴジがふたりで乗り込み操縦するロボット。歌舞伎の動きで戦う。
スーパーパワーシャベルロボ
「デラックスはなまるキング」第74話に登場。ザ・ジズゼゾとドクター・ミズゴジがふたりで乗り込み操縦するロボット。
「新しい夢、新しい道を切り開く 道作り町作りに奉仕する」ロボットで巨大なシャベルが武器。
巨大ロボ
声 - 家中宏
「デラックスはなまるキング」第75話に登場。「すみません」と喋りながら動く巨大なロボットで「デラックス」でのラスボス。本来ははなまるキングとザ・ジズゼゾを仲良くさせるために作られたものだったが、故障により暴走しぐるぐるタウンを破壊して回った。
6本の腕が武器ではなまるキングの攻撃を弾き返す威力を持っており、自らパワーアップした後は口から光線を発射する能力も得ていたが、デラックスはなまるキングとザ・ジズゼゾ スターのスペシャルパンチにより倒された。
足の裏くすぐりマシーン
「はなまるキング・ターボ」第76話に登場。はなまるキングの足の裏をくすぐりまくったが、本人は気持ちよさそうに感じてしまっていた。
お尻をつねるマシーン
「はなまるキング・ターボ」第77話に登場。はなまるキングのお尻をつねりまくったが、起死回生の技「はなまるキングスピン」によって解放され、たまたま通った巨大宇宙船の船体をつねってしまった。
口をア～ンとするマシーン
「はなまるキング・ターボ」第78話に登場。音頭のメロディーで、はなまるキングの鼻毛を無理やり抜こうとしたが、自力で解放され破壊されしまった。
鼻毛抜きマシーン
「はなまるキング・ターボ」第79話に登場。はなまるキングの鼻毛を無理やり開けまくったが、自力で解放され破壊されしまった。
尻噛みつきマシーン
「はなまるキング・ターボ」第80話に登場。はなまるキングのお尻を噛みつきまくったが、キングの耳に当たり、くしゃみをして解放してしまい、ザ・ジズゼゾ達と共にキングに追いかけられてしまった。
あっかんべーマシーン
「はなまるキング・ターボ」第81話に登場。舌を出してはなまるキングをなめまくったが、誤って水戸黄門にもなめてしまい、助さん・格さんの怒りをかり、印籠を出され、はなまるキングの逆転のすきを出してしまった。
耳に息吹きかけマシーン
「はなまるキング・ターボ」第82話に登場。頭部はぺんぺ似の人型ロボットで相手の耳に息を吹きかける事により戦意を喪失させてしまうことができる。だが案山子には効かずに逆に叱られ埋められてしまった。
脇の皮引っ張りマシーン
「はなまるキング・ターボ」第83話に登場。はなまるキングの脇を引っ張りまくったが、いつの間にか解放されていた。
目を回すマシーン
「はなまるキング・ターボ」第84話に登場。はなまるキングの目を回そうとしたが、誤って天安門を回してしまった。
足踏みマシーン
「はなまるキング・ターボ」第85話に登場。はなまるキングを足踏みしようとしたが、誤ってサボテンに当たってしまった。
巨大洗濯バサミマシーン
「はなまるキング・ターボ」第86話に登場。はなまるキングを攻撃しようとしたが、ミズゴジがコサックダンスを踊ってしまった為、操縦出来なくなってしまった。
手ねじりマシーン
「はなまるキング・ターボ」第87話に登場。はなまるキングの手をねじったが、遂に地球征服が出来る事に感動したミズゴジが、誤って操縦の手を放してしまい、キングを解放してしまった。
いないないばあマシーン
「はなまるキング・ターボ」第89話に登場。いないないばあではなまるキングを攻めるが観客の北京原人の方々の非難に遭い敗北した。
あしぐりぐりマシーン
「はなまるキング・ターボ」第90話に登場。巨大な足型のマシンで足裏のスパイクで攻めるが観客の宇宙人の方々の投げたゴミでドクター・ミズゴジが制御を失い敗北した。
ズボン引っ張りマシーン
「はなまるキング・ターボ」第91話に登場予定だったマシン。ミズゴジ曰く紙芝居を作るのに忙しくて制作出来なかったらしい。
あたまかじるマシーン
「はなまるキング・ターボ」第93話に登場。小さな怪獣型のマシンで大きな口でガブりと噛みついて攻めるが、観客の野球バットが興奮のあまり、同じく観客で来たバスケットボールを誤って打ってしまい、ドクター・ミズゴジに当たり制御を失い敗北した。
おしりなでなでマシーン
「はなまるキング・ターボ」第95話に登場。はなまるキングをトゲが出たムチで倒そうとしたが、巨大な大仏の観客が放つ振動によって、ドクター・ミズゴジが制御を失った隙に倒された。
喉仏引っ張りマシーン
「はなまるキング・ターボ」第97話に登場。イカ型のメカではなまるキングの喉を引っ張って倒そうとしたが、ベジタリアンであったミズゴジが、観客の緑黄色野菜の方々を食べようと追い駆け回ったせいで、操縦不能となってしまった。
ほめちぎりマシーン
「はなまるキング・ターボ」第98話に登場。ラジカセの漫談家の姿をしたメカで、はなまるキングを褒めちぎって倒そうとしたが、観客の楽器の方々の鳴らす「ブギウギ玉子焼き」にノッて踊ってしまった隙に倒された。
手を結んじゃうマシーン
「はなまるキング・ターボ」第99話に登場。金床の姿をしたメカで、はなまるキングの手を結んで倒そうとしたが、ザ・ジズゼゾが誤ってそれを解いてしまったため敗北した。
頭突きマシーン
「はなまるキング・ターボ」第100話に登場。金槌の姿をしたメカで、はなまるキングを倒そうとしたが、観客のスナック菓子が、興奮のあまり袋の中身をぶちまけてしまった為、ザ・ジズゼゾとミズゴジが勿体なさに食べるのに夢中になってしまったため敗北した。
サンドイッチ泥棒マシーン
「はなまるキング・ターボ」第101話に登場。みーにゃ達のサンドイッチを独り占めする為に作られたシェフの姿をした巨大ロボで「ターボ」でのラスボス。最初ははなまるキングを追い込ませたが、ゆーほさんが助っ人としてみーにゃ達にトマトを食べさせてヒーローに変身させた事で、形勢逆転され、徐々に追い込まれてしまった。

かあちゃん
声 - 坂本千夏
ザ・ジズゼゾの母親。「はなまる王子」第21話から初登場し、「はなまるキング」50話終盤からはザ・ジズゼゾと一緒に暮らすことになっていたが、「デラックスはなまるキング」第64話から再び別々に暮らすことになった。
ザ・ジズゼゾの城に畳のエリアを作って住む日本的な「かあちゃん」であり、しばしば息子を些細なことで叱るが、初登場の「はなまる王子」第21話では、ザ・ジズゼゾが悪役である事を既に知っていても黙っていたり、「デラックスはなまるキング」第55話では息子の誕生日に友達がいない事を泣きながら悲しんだり、第75話では、息子がぐるぐるタウンの嫌われ者であることを気にして、デラックスはなまるキングと共闘するような事を考えていたりと、息子を思って心配する様子もある。
「はなまるキング・ターボ」では第89話から再登場し、ザ・ジズゼゾとドクター・ミズゴジの為に様々な方々を応援として呼んでおいてくれたり、彼らの反省会等にも一緒に現れるようになった。

きのきの・のこのこ
声 - 川上未遊
きのこをモチーフとした2人組のキャラクター。性別不明。はなまるたちが遊んでいる近くに時々現れるが、いつもは何をしているのか不明。しまおから算数を習ったこともある。

ゆーほさん
声 - 茶風林
UFOをモチーフとしたキャラクター。いつもぐるぐるタウン上空を飛んでいるが、何をしているのかは不明。「はなまる王子」、「はなまるキング」、「デラックスはなまるキング」、「はなまるキング・ターボ」において、ナレーションを担当しており、ザ・ジズゼゾがぐるぐるタウンに襲ってきた時は、はなまる王子では、「ぐるぐるタウンの平和が乱れた!!このぐるぐるタウンには、平和を守る者はいないのか?いや、いる!!」、はなまるキング以降は、「地球の平和が乱れた!!地球には平和を守る者はいないのか?いや、いる!!」とナレーションし、「トマトを食べる場合だ!!」と言い、変身のためのトマトをはなまるに手渡す。その際、はなまるがスーパーヒーローに変身後、「はなまるは、トマトを食べると、はなまる王子に変身するのだ!!」とナレーションする。さらに、「はなまるキング」では、はなまるキングがピンチになると、「余計に地球の平和が乱れた!!」とナレーションした後、毎回異なる「はなまるの仲間」に対し、助っ人としてトマトを手渡し、スーパーヒーローに変身させる。なお、はなまるキングを除いたそれぞれの最終話と、「はなまるキング」第40話、「デラックスはなまるキング」第55話では、はなまるとその仲間全員にトマトを手渡し、スーパーヒーローに変身させていた。
はなまるロボ
はなまるの仲間が不在あるいは、はなまるの仲間の誰を変身させるか迷った時の際に、ゆーほさん自らがトマトを食べて変身する巨大ロボ。「はなまるキング」第31話・第37話・第40話・第48話、「デラックスはなまるキング」第62話で登場。登場の際、「ゆーほさんは、トマトを食べると、はなまるロボに変身するのだ!!」とナレーションが入り、「はなまるキング」第31話ではこぷーが、第37話ではしまおが、「デラックスはなまるキング」第62話では、はなまるがナレーション担当した。「はなまるキング」第40話でははなまる達をスーパーヒーローに変身させた後に変身した。

シグナルバード
子供達を守ってくれている3羽の鳥。名前の通り、色彩配置は自動車用信号機と同様である。いつもシグナルバードの木の上に座っているが、始まり際や終わり際に体をゆらゆらしながら言うことが多い。なお、このキャラクターには声優が割り当てられていない。
ぐるぐるタウンの一般市民（夫）
声 - 家中宏
「はなまる王子」〜「はなまるキング・ターボ」に登場。犬をモチーフとしたキャラクター。時折はなまる王子とザ・ジズゼゾの戦いの最中に現れ「すみません、妻が○○しているので・・・」と泣きながら暗に他の場所で戦うようにお願いしてくる。
親分
声 - 家中宏
「はなまる王子」第22話に登場。狐をモチーフとしたキャラクター。歌舞伎の姿をしており喧嘩を見ると止めたくなる性分だが、こぷーのポテトチップスを食べて泣かしてしまった為はなまる王子とザ・ジズゼゾに共通の敵と認識され合体攻撃を受け退場した。
カラテの名人
声 - 家中宏
「はなまる王子」第23話に登場。犬をモチーフとしたキャラクター。ザ・ジズゼゾに助っ人として呼び出された。中国拳法着姿でヌンチャクや氷柱割り等のパフォーマンスを見せるも身体を痛め、はなまる王子と戦う前に倒れてしまった。
怪人ムシバ・キーン
声 - 家中宏
「はなまる王子」最終話に登場。ザ・ジズゼゾの虫歯から誕生した死神をモチーフとしたキャラクターで、「王子」でのラスボス。ザ・ジズゼゾの代わりに地球征服を企もうとし、手に持った鎌で全身のどの部分でも虫歯にする能力を持つ。虫歯菌入りケーキをはなまる王子やその仲間達に食べさせ苦しませたが、ザ・ジズゼゾの説得で、ザ・ジズゼゾの虫歯に戻った。
宇宙人（とそのペット）
声 - 三田ゆう子・川上未遊
「はなまるキング」第40話に登場。蛸をモチーフとしたキャラクター。ザ・ジズゼゾと組んでぐるぐるタウンの子供たちを捕らえようとした。巨大化能力も持ち、はなまるロボと戦った。
水虫くん
声 - 三田ゆう子
「はなまるキング」第45話に登場。水虫をモチーフとしたキャラクター。ドクター・ミズゴジの発明品から誕生した人型の怪人で相手に抱きつき水虫で苦しめる能力を持っている。性別不明。
ガングロ女子校生宇宙人
声 - 三田ゆう子
「デラックスはなまるキング」第57話に登場。蛸をモチーフとしたキャラクター。ザ・ジズゼゾの回想シーンに登場し宇宙船に衝突したザ・ジズゼゾを厚底サンダルで踏みつけた。これをきっかけにザ・ジズゼゾは厚底サンダルを地球の若い女の子に通信販売で売りまくる事で「ぐるぐるタウンのエジソン」と呼ばれるほどになった。
武道の先生
声 - 家中宏
「デラックスはなまるキング」第61話に登場。犬をモチーフとしたキャラクター。ザ・ジズゼゾに助っ人として呼び出された。だが実は書道の先生だった。
内科の先生
声 - 家中宏
「デラックスはなまるキング」第62話に登場。山羊をモチーフとしたキャラクター。はなまるロボに対抗するために呼び出されたが戦わずザ・ジズゼゾの健康診断をしただけだったので追い返されてしまった。
サンタのおじさん
声 - 茶風林
「デラックスはなまるキング」第63話に登場。コアラをモチーフとしたキャラクター。ザ・ジズゼゾが子供の頃サンタクロースからプレゼントを貰えなかった思い出があったため復讐されそうになった。
大工さん
声 - 家中宏
「デラックスはなまるキング」第63話に登場。犬をモチーフとしたキャラクター。ザ・ジズゼゾに助っ人として呼び出されたが家を作るだけで戦わずはなまるキングに感謝されてしまった。
獅子舞の先生
「デラックスはなまるキング」第64話に登場。獅子舞の姿をした正体不明のキャラクター。ザ・ジズゼゾに助っ人として呼び出されたがザ・ジズゼゾに噛みつくだけだった。
バレエの先生
声 - 岡村明美
「デラックスはなまるキング」第66話に登場。バレエの姿をしたキャラクター。その正体はドクター・ミズゴジであった。
デザイナーの先生
声 - 田中真弓
「デラックスはなまるキング」第66話に登場。女デザイナーの姿をしたキャラクター。はなまるキングにドレスを着せたりしたがその正体はドクター・ミズゴジであった。
美容院の先生
声 - 間宮くるみ
「デラックスはなまるキング」第69話に登場。その正体はドクター・ミズゴジであった。
うらないの先生
声 - 小桜エツ子
「デラックスはなまるキング」第70話に登場。雪だるまの姿をしたキャラクター。その正体はドクター・ミズゴジであった。
おはなの先生
声 - 三田ゆう子
「デラックスはなまるキング」第71話に登場。その正体はドクター・ミズゴジであった。
さんすうの先生
声 - 茶風林
「デラックスはなまるキング」第72話に登場。キリンをモチーフとしたキャラクター。その正体はドクター・ミズゴジであった。
三味線の先生
声 - 小桜エツ子
「デラックスはなまるキング」第73話に登場。その正体はドクター・ミズゴジであった。
工事現場の先生
声 - 茶風林
「デラックスはなまるキング」第74話に登場。その正体はドクター・ミズゴジであった。
中国の曲芸の先生
「デラックスはなまるキング」第75話に登場。その正体はドクター・ミズゴジであった。
水戸黄門
声 - 茶風林
「はなまるキング・ターボ」第81話に登場。「江戸時代」にいて、お茶を飲んでいる最中に「あっかんべーマシーン」の攻撃を受けてしまった。
助さん・格さん
声 - 三田ゆう子 (助さん)・田中真弓 (格さん)
「はなまるキング・ターボ」第81話に登場。水戸黄門が「あっかんべーマシーン」の攻撃を受けた事に怒り、印籠を掲げ、ザ・ジズゼゾ達を怯ませた。
案山子
声 - 家中宏
「はなまるキング・ターボ」第82話に登場。「のどかなはたけ」にいた喋る案山子で耳に息吹きかけマシーンを倒してはなまるキングを助けた。

## スタッフ
- 主要スタッフ
  - 原作イラスト - すぎやままさこ[25]
  - 監督 - 神谷純[26]
  - シリーズ構成 - 浦沢義雄
  - キャラクターデザイン - 二宮常雄
  - 美術監督 - 工藤英昭（スタジオワイエス）
  - 色彩設定 - いわみみか。
  - デジタル編集 - 森田清次（森田編集室）
  - 撮影監督 - 川島香織
  - 音響監督 - 高橋秀雄
  - 音楽 - 安西史孝、はなまる楽団（第24話 - ）
  - 音楽プロデューサー - 前山寛邦（日本コロムビア）
  - 音楽協力 - テレビ東京ミュージック
  - 広報 - 大池博（1 - 76話、92話 - ）、荒神康子（77話 - 91話）（テレビ大阪）
  - プロデューサー - 金岡英司（テレビ大阪）、木村京太郎（読売広告社）、押切万耀（スタジオぴえろ）
  - 制作 - テレビ大阪、読売広告社、スタジオぴえろ
- 各話スタッフ
  - 脚本 - 浦沢義雄、まさきひろ、大和屋暁、阪口和久、村澤正英、矢島大輔、水越保、はぎのまさこ、田村竜
  - コンテ・演出 - 神谷純、案納正美、高橋資祐、えんどうてつや、佐藤真二、遠藤克己、飯島正勝、今千秋、しぎのあきら、島崎奈々子、林有紀
  - 作画 - 遠藤裕一、石橋和美、大塚由、牧野香、ふくだ忠、井上みゆき、山本哲也、吉田忠勝、星和伸、佐藤真二、練木正宏、木下裕考、木本久年、井坂純子、志村隆行、武井智子、北野幸広、池川陽子、長岡みどり、緒方厚、上田美由紀、小森篤、千明ゆり、大庭厚志、橋本知枝、石井邦幸、石井智美
  - 美術 - 工藤英昭、谷口美智子、橋本利幸、上野秀行
  - 制作デスク - 松井将司
  - 制作進行 -川端信也[27]、塩津雅則[28]、小磯哲也[29]、渡辺大樹[30]、児島一俊[31]、松井正一[32]、高田真宏[33]、大田浩平[34]、平川千輝[35]、青木一美[36]

## 主題歌・挿入歌
発売元は日本コロムビア。
オープニング
「世界中が宝物」
作詞 - 及川眠子 / 作曲 - 前田克樹 / 編曲 - 京田誠一 / 歌 - 石川ひとみ
エンディング
「不思議を探そう」（第1 - 50話）
作詞・作曲 - 又紀仁美 / 編曲 - 京田誠一 / 歌 - 堀江美都子
「BE WITH YOU 〜僕たちがついている〜」（第51 - 75話）
作詞・作曲 - タケカワユキヒデ / 編曲 - タケカワユキヒデ、That's on Noise / 歌 - タケカワユキヒデ、T's COMPANY
「大好き! Oh! my town!」（第76 - 101話）
作詞 - 佐藤ありす / 作曲・編曲 - 池毅 / 歌 - 堀江美都子
はなまる王子 主題歌「たたかえ! はなまる王子」（第1 - 25話）
作詞 - 阪口和久 / 作曲・編曲 - 伝田一正 / 歌・演奏 - はなまる楽団
はなまるキング、デラックスはなまるキング 主題歌「たたかえ!はなまるキング」（第26 - 75話）
作詞 - 阪口和久 / 作曲・編曲 - 伝田一正 / 歌・演奏 - はなまる楽団
はなまるキング・ターボ 主題歌「TURBO!はなまるキング」（第76 - 101話）
作詞 - 神谷 純 / 作・編曲 - 伝田一正 / 歌・演奏 - はなまる楽団
お歌のコーナー
「ブギウギ玉子焼き」（第1 - 5・32・49・70話）
作詞 - 斉藤謙策 / 作曲・編曲 - 伝田一正 / うた・演奏 - はなまる楽団 / アニメーション - しぎのあきら、えんどうゆういち
「カモ カモ 25」（第6 - 9・34・61・99話）
作詞 - 斉藤謙策 / 作曲・編曲 - 伝田一正 / うた・演奏 - はなまる楽団 / アニメーション - しぎのあきら、きたのゆきひろ、いけがわようこ
「やまびこおじさん たんぽぽおばさん」（第10 - 13・31・38・72話）
作詞 - 斉藤謙策 / 作曲・編曲 - 伝田一正 / うた・演奏 - はなまる楽団 / アニメーション - えんどうてつや、えんどうゆういち
「ストレートマン」（第14 - 17・36・73・90・98話）
作詞 - 斉藤謙策 / 作曲・編曲 - 藤沢秀樹 / うた・演奏 - はなまる楽団 / アニメーション - えんどうてつや、いさかじゅんこ、ながおかみどり
「お花畑でチュッ! チュッ! チュッ!」（第18 - 21・33・50・77・100話）
作詞 - 斉藤謙策 / 作曲・編曲 - 伝田一正 / うた・演奏 - はなまる楽団 / アニメーション - かみやじゅん、ほしかずのぶ
「耳にタコ」（第22 - 25・35・48話）
作詞 - 斉藤謙策 / 作曲・編曲 - 藤沢秀樹 / うた・演奏 - はなまる楽団 / アニメーション - えんどうてつや、いさかじゅんこ
「ワァッ! HA! HA! マイ・ホーム」（第26 - 30・37・60・83・97話）
作詞 - 斉藤謙策 / 作曲・編曲 - 伝田一正 / うた・演奏 - はなまる楽団 / アニメーション - えんどうてつや
「はなまる音頭」（第39 - 45・89・91・94話）
作詞 - 斉藤謙策 / 作曲・編曲 - 伝田一正 / うた - 藤巻恵理子、はなまる楽団 / 振り付け - 杉本智孝、南夢未 / アニメーション - こんちあき、いさかじゅんこ
「たたかえ! はなまる王子」（第46・47・71話）
作詞 - 阪口和久 / 作曲・編曲 - 伝田一正 / うた - はなまる楽団 / アニメーション - こんちあき、いさかじゅんこ
「ベジ・タブル・ベジベ〜ジ（だ・か・ら、野菜は最高）」（第51 - 55・62・63・74・92話）
作詞 - 斉藤謙策 / 作曲・編曲 - 伝田一正 / うた - はなまる楽団 / アニメーション - かみやじゅん、ねりきまさひろ
「はなまるくんえかきうた」（第54話 - 56・61・62・82話）
作詞・作曲 - かみやじゅん / うた - はなまるくん
「すずめばち最高!」（第56話 - 59・69・82話）
作詞・作曲 - タケカワユキヒデ / 編曲 - タケカワユキヒデ、That's on Noise / うた - タケカワユキヒデ T's COMPANY / アニメーション - えんどうてつや、ふくだただし
「2001年ガンバッた」（第64 - 68・81・95・101話）
作詞 - 斉藤謙策 / 作曲・編曲 - 伝田一正 / うた - はなまる楽団 / アニメーション - かみやじゅん、くぼつぐゆき、ほし かずのぶ、よしだただかつ、おおばあつし
「三輪車はリムジン 〜I Love ぐるぐるタウン〜」（第76・78 -80・93話）
作詞 - 斉藤謙策 / 作曲・編曲 - 伝田一正 / うた - はなまる楽団 / アニメーション - えんどうてつや いさかじゅんこ ながおかみどり いむらたかゆき
「仲良しおばけ、ムーチョとポンチョ」（第84 - 87・96話）
作詞 - 斉藤謙策 / 作曲・編曲 - 伝田一正 / うた - はなまる楽団 / アニメーション - さとうしんじ
「ZOO」（アニメ未使用曲、CD収録曲）
作詞・歌 - 石川ひとみ / 作曲・編曲 - 山田直毅

## 各話リスト
番組冒頭の視聴注意アニメは2種類存在し、第25話までは、上手からひょこひょこと現れたはなまるくんが「内緒だけど、テレビは明るいお部屋で、少し離れてみてね。」と小声で言いながらひょこひょこ引き下がっていくというもの。第26話以降は、はなまるくんが「ねぇみんな、テレビは明るいお部屋で、少し離れてみようね。」と言った後に他のキャラクター全員が「見ようね!」と叫ぶものだった。
第1話〜第8話までOP→一本目〜の放送形態、第9話から一本目→OP→二本目〜の放送形態。
第1話～第23話までは4～5本立てが基本だったが、第24話以降は3本立てに固定された。
第40話は「はなまるキング・スペシャル 地球のよい子たち」一本立て。
第68話は「はなまるキング アンコールスペシャル」一本立て。
第75話は「デラックスはなまるキングスペシャル」一本立て。
第88話は「はなまる王子シリーズスペシャル」三本立て。
第98話は第16話「男の約束」第22話「走れ!流星号」の再放送。
エンドカードで当時の視聴者からと思われる投稿イラストが毎週1点発表されており、第101話ではエンディングで数点発表された。
| 話  | サブタイトル               | 脚本         | 絵コンテ         | 演出             | 作画                                             | 放送日         |
| --- | -------------------------- | ------------ | ---------------- | ---------------- | ------------------------------------------------ | -------------- |
| 1   | かくれんぼ                 | 浦沢義雄     | 神谷純           | 神谷純           | 北野幸広 池川陽子                                | 1999年 10月3日 |
| 1   | 買い物                     | 浦沢義雄     | 林有紀           | 神谷純           | 井上みゆき                                       | 1999年 10月3日 |
| 1   | まるるとのケンカ           | 浦沢義雄     | 林有紀           | 神谷純           | 千明ゆり                                         | 1999年 10月3日 |
| 1   | 太りすぎた三日月           | 浦沢義雄     | しぎのあきら     | 神谷純           | 本木久年                                         | 1999年 10月3日 |
| 2   | 何時の時計                 | 阪口和久     | 林有紀           | 香川豊           | 西東南                                           | 10月10日       |
| 2   | 勉強中                     | 浦沢義雄     | 香川豊           | 香川豊           | 遠藤裕一                                         | 10月10日       |
| 2   | 太陽とはなまるくん         | 大和屋暁     | 香川豊           | 香川豊           | 練木正宏                                         | 10月10日       |
| 2   | ぜったい釣りたい           | 矢島大輔     | 林有紀           | 香川豊           | 遠藤裕一                                         | 10月10日       |
| 3   | 料理はみーにゃなの         | 矢島大輔     | えんどうてつや   | えんどうてつや   | 長岡みどり                                       | 10月17日       |
| 3   | パパとママのケンカ         | 浦沢義雄     | えんどうてつや   | えんどうてつや   | 井坂純子                                         | 10月17日       |
| 3   | おにぎりを食べるんだ       | 矢島大輔     | えんどうてつや   | えんどうてつや   | 北野幸広 池川陽子                                | 10月17日       |
| 4   | みんなの好きなもの         | 大和屋暁     | しぎのあきら     | いいじままさかつ | 渡辺淳                                           | 10月24日       |
| 4   | 雨はいやだ                 | 矢島大輔     | しぎのあきら     | いいじままさかつ | 星和伸                                           | 10月24日       |
| 4   | さかなじゃないの           | 水越保       | いいじままさかつ | いいじままさかつ | 山本哲也                                         | 10月24日       |
| 4   | 病気                       | 浦沢義雄     | いいじままさかつ | いいじままさかつ | 井上みゆき                                       | 10月24日       |
| 5   | ぺんぺのキス               | 浦沢義雄     | 高橋資祐         | 水野和則         | 大塚由                                           | 10月31日       |
| 5   | かげとケンカ               | 大和屋暁     | 高橋資祐         | 水野和則         | 大塚由                                           | 10月31日       |
| 5   | ひげ                       | 大和屋暁     | 高橋資祐         | 水野和則         | 牧野香                                           | 10月31日       |
| 6   | ちゅりんとこぷーのケンカ   | 浦沢義雄     | 林有紀           | えんどうてつや   | 本木久年                                         | 11月7日        |
| 6   | おいしいパン               | 矢島大輔     | えんどうてつや   | えんどうてつや   | 吉田夫美子                                       | 11月7日        |
| 6   | ハイキング                 | 浦沢義雄     | 高橋資祐         | えんどうてつや   | 本木久年                                         | 11月7日        |
| 7   | おばけ屋敷                 | 浦沢義雄     | 佐藤真二         | 佐藤真二         | 上田美由紀                                       | 11月14日       |
| 7   | お父さんが牛になりたいわけ | 矢島大輔     | 佐藤真二         | 佐藤真二         | 練木正宏 井上みゆき 吉田夫美子                   | 11月14日       |
| 7   | 最後の一葉                 | 矢島大輔     | 佐藤真二         | 佐藤真二         | 佐藤真二                                         | 11月14日       |
| 8   | みーにゃのリボン           | 浦沢義雄     | 香川豊           | 香川豊           | 長岡みどり                                       | 11月21日       |
| 8   | 石けんマン                 | 矢島大輔     | 林有紀           | 香川豊           | 井坂純子                                         | 11月21日       |
| 8   | ぼくを読んで               | 阪口和久     | 香川豊           | 香川豊           | ふくだ忠                                         | 11月21日       |
| 8   | 二人の思いで               | 大和屋暁     | 林有紀           | 香川豊           | 井上みゆき                                       | 11月21日       |
| 9   | ぺんぺのハンカチ           | 浦沢義雄     | えんどうてつや   | えんどうてつや   | 長岡みどり                                       | 11月28日       |
| 9   | はじめての留守番           | 大和屋暁     | えんどうてつや   | えんどうてつや   | 井坂純子 長岡みどり                              | 11月28日       |
| 9   | 森で迷った                 | 矢島大輔     | えんどうてつや   | えんどうてつや   | 遠藤裕一                                         | 11月28日       |
| 10  | 大きくなったら何になる?    | 大和屋暁     | 高橋資祐         | 水野和則         | 石橋和美                                         | 12月5日        |
| 10  | こわい夢                   | 矢島大輔     | えんどうてつや   | えんどうてつや   | 本木久年                                         | 12月5日        |
| 10  | 白い雲                     | 浦沢義雄     | 林有紀           | 佐藤真二         | 佐藤真二                                         | 12月5日        |
| 10  | みんな走れ                 | 大和屋暁     | いいじままさかつ | えんどうてつや   | 志村隆行                                         | 12月5日        |
| 11  | 風にのろう                 | 阪口和久     | えんどうてつや   | えんどうてつや   | 窪詔之                                           | 12月12日       |
| 11  | おにいちゃんのかぜ薬       | 矢島大輔     | えんどうてつや   | えんどうてつや   | 上田美由紀                                       | 12月12日       |
| 11  | ねえねえ                   | 矢島大輔     | えんどうてつや   | えんどうてつや   | 吉田勝忠                                         | 12月12日       |
| 12  | どっちがすごい?            | 大和屋暁     | いいじままさかつ | いいじままさかつ | 山本哲也 大庭厚志                                | 12月19日       |
| 12  | 星に願いを!                | 大和屋暁     | いいじままさかつ | いいじままさかつ | 上田美由紀                                       | 12月19日       |
| 12  | ちゅりんの楽しみ           | 浦沢義雄     | いいじままさかつ | いいじままさかつ | 木下裕孝                                         | 12月19日       |
| 13  | 電車ごっこ                 | 大和屋暁     | 高橋資祐         | 案納正美         | 大塚由                                           | 12月26日       |
| 13  | 石焼きいも                 | まさきひろ   | 高橋資祐         | 案納正美         | 牧野香                                           | 12月26日       |
| 13  | 吹雪の夜                   | 矢島大輔     | 高橋資祐         | 案納正美         | 古谷勝                                           | 12月26日       |
| 14  | ちゅりんとボール           | 浦沢義雄     | 香川豊           | 香川豊           | 長岡みどり 志村隆行                              | 2000年 1月9日  |
| 14  | ほしぶどう                 | 矢島大輔     | 香川豊           | 香川豊           | 星和伸                                           | 2000年 1月9日  |
| 14  | 雲さんの咳                 | 矢島大輔     | 林有紀           | 香川豊           | 本木久年                                         | 2000年 1月9日  |
| 14  | すてきなベッド             | 浦沢義雄     | いいじままさかつ | いいじままさかつ | 練木正宏                                         | 2000年 1月9日  |
| 15  | ぴったり                   | 村澤正英     | 高橋資祐         | 案納正美         | 石橋和美                                         | 1月16日        |
| 15  | 汚れちゃった               | 大和屋暁     | えんどうてつや   | えんどうてつや   | 遠藤裕一                                         | 1月16日        |
| 15  | いもうとなんかいらない     | はぎのまさこ | 林有紀           | 香川豊           | 本木久年                                         | 1月16日        |
| 16  | おやつの時間               | 阪口和久     | しぎのあきら     | 島崎奈々子       | 遠藤裕一                                         | 1月23日        |
| 16  | 男の約束                   | 矢島大輔     | しぎのあきら     | 島崎奈々子       | 本木久年                                         | 1月23日        |
| 16  | おさがり                   | まさきひろ   | 林有紀           | 島崎奈々子       | 遠藤裕一                                         | 1月23日        |
| 17  | ヘルプ・ミー!              | 大和屋暁     | えんどうてつや   | えんどうてつや   | 長岡みどり                                       | 1月30日        |
| 17  | おかあさんはまほうつかい   | はぎのまさこ | えんどうてつや   | えんどうてつや   | 井上みゆき                                       | 1月30日        |
| 17  | ひみつきち                 | まさきひろ   | えんどうてつや   | えんどうてつや   | 井坂純子                                         | 1月30日        |
| 18  | 虹を追え!                  | 阪口和久     | 林有紀           | いいじままさかつ | 練木正宏                                         | 2月6日         |
| 18  | ヒ・ミ・ツ                 | 村澤正英     | 林有紀           | いいじままさかつ | 練木正宏                                         | 2月6日         |
| 18  | メロン病                   | まさきひろ   | いいじままさかつ | いいじままさかつ | 星和伸                                           | 2月6日         |
| 19  | なかみはなーに?            | 大和屋暁     | 佐藤真二         | 佐藤真二         | (作画監督)山本哲也 吉田勝忠                      | 2月13日        |
| 19  | 重大任務                   | 大和屋暁     | 佐藤真二         | 佐藤真二         | 佐藤真二                                         | 2月13日        |
| 19  | 噴水あっぷっぷ             | 浦沢義雄     | 佐藤真二         | 佐藤真二         | 佐藤真二                                         | 2月13日        |
| 20  | 雪合戦                     | 矢島大輔     | えんどうてつや   | えんどうてつや   | 井坂純子                                         | 2月20日        |
| 20  | 落ちてきたゆーほさん       | 矢島大輔     | えんどうてつや   | えんどうてつや   | ふくだ忠                                         | 2月20日        |
| 20  | ぼくも割りたい             | 阪口和久     | えんどうてつや   | えんどうてつや   | 長岡みどり                                       | 2月20日        |
| 21  | 雪のはなまる像             | 大和屋暁     | 島崎奈々子       | 島崎奈々子       | 本木久年                                         | 2月27日        |
| 21  | 今夜は中華                 | 浦沢義雄     | 林有紀           | 島崎奈々子       | 吉田夫美子                                       | 2月27日        |
| 21  | 何回はねた?                | 阪口和久     | 林有紀           | 島崎奈々子       | 北野幸広 池川陽子                                | 2月27日        |
| 22  | しまおの雪の家             | 矢島大輔     | えんどうてつや   | えんどうてつや   | 遠藤裕一                                         | 3月5日         |
| 22  | 走れ!流星号                | まさきひろ   | えんどうてつや   | えんどうてつや   | 遠藤裕一                                         | 3月5日         |
| 23  | たのしい夢                 | 水越保       | 高橋資祐         | 案納正美         | 石橋和美                                         | 3月12日        |
| 23  | だれかがどこかで           | はぎのまさこ | 高橋資祐         | 案納正美         | 大塚由                                           | 3月12日        |
| 23  | カニ座が大変               | まさきひろ   | 高橋資祐         | 案納正美         | 牧野香                                           | 3月12日        |
| 24  | また森で迷った             | 浦沢義雄     | えんどうてつや   | えんどうてつや   | ふくだ忠 井上みゆき                              | 3月19日        |
| 24  | 満月の花嫁                 | 浦沢義雄     | えんどうてつや   | えんどうてつや   | 遠藤裕一                                         | 3月19日        |
| 25  | タイヤたちの友情           | 浦沢義雄     | 遠藤克己         | 佐藤真二         | 星和伸                                           | 3月26日        |
| 25  | 北風と太陽                 | 矢島大輔     | 佐藤真二         | 佐藤真二         | 佐藤真二                                         | 3月26日        |
| 26  | こぷーのハンバーガー       | 浦沢義雄     | えんどうてつや   | えんどうてつや   | 木下裕孝                                         | 4月2日         |
| 26  | しまおのパイロット         | 浦沢義雄     | えんどうてつや   | えんどうてつや   | 本木久年                                         | 4月2日         |
| 27  | 犯人はだれだ?              | 矢島大輔     | いいじままさかつ | いいじままさかつ | ふくだ忠                                         | 4月9日         |
| 27  | ちゅりんのコレクション     | 矢島大輔     | いいじままさかつ | いいじままさかつ | 井坂純子 志村隆行 武井智子                       | 4月9日         |
| 28  | もしかして                 | 大和屋暁     | 今千秋           | 今千秋           | 井坂純子                                         | 4月16日        |
| 28  | 夫婦茶碗星人襲来           | 大和屋暁     | しぎのあきら     | 今千秋           | 長岡みどり                                       | 4月16日        |
| 29  | まるるのさくせん           | 浦沢義雄     | 遠藤克己         | えんどうてつや   | 星和伸                                           | 4月23日        |
| 29  | こまった木                 | 浦沢義雄     | えんどうてつや   | えんどうてつや   | 遠藤裕一                                         | 4月23日        |
| 30  | みーにゃのクッキー         | 浦沢義雄     | 佐藤真二         | 佐藤真二         | 本木久年 吉田勝忠                                | 4月30日        |
| 30  | おとうさんのうでどけい     | 浦沢義雄     | 佐藤真二         | 佐藤真二         | 佐藤真二                                         | 4月30日        |
| 31  | サクランボ奉行             | 矢島大輔     | 高橋資祐         | 案納正美         | 石橋和美                                         | 5月7日         |
| 31  | しまおったらさ・・・       | 矢島大輔     | 高橋資祐         | 案納正美         | 牧野香                                           | 5月7日         |
| 32  | ちゅりんのサイフ           | 水越保       | えんどうてつや   | えんどうてつや   | 千明ゆり                                         | 5月14日        |
| 32  | すもう大会                 | 大和屋暁     | えんどうてつや   | えんどうてつや   | 遠藤裕一                                         | 5月14日        |
| 33  | シグナルバード?            | 矢島大輔     | 遠藤克己         | いいじままさかつ | 星和伸                                           | 5月21日        |
| 33  | 赤いワンピース             | 矢島大輔     | いいじままさかつ | いいじままさかつ | 練木正宏                                         | 5月21日        |
| 34  | ぺんぺの計画               | 阪口和久     | 林有紀           | えんどうてつや   | ふくだ忠                                         | 5月28日        |
| 34  | がんばれ!マジシャン        | まさきひろ   | えんどうてつや   | えんどうてつや   | 井坂純子                                         | 5月28日        |
| 35  | まさか!しまお!             | 矢島大輔     | 島崎奈々子       | 島崎奈々子       | 遠藤裕一                                         | 6月4日         |
| 35  | グライダー                 | 阪口和久     | 遠藤克己         | 島崎奈々子       | 本木久年                                         | 6月4日         |
| 36  | 懸賞だっ!                  | 大和屋暁     | えんどうてつや   | えんどうてつや   | 山本哲也                                         | 6月11日        |
| 36  | じゅーんぶらいど           | 大和屋暁     | えんどうてつや   | えんどうてつや   | 井上みゆき                                       | 6月11日        |
| 37  | ゲンゴロウの恩返し         | 矢島大輔     | 遠藤克己         | 今千秋           | 千明ゆり                                         | 6月18日        |
| 37  | すてきなパン作り           | 水越保       | 今千秋           | 今千秋           | 上田美由紀                                       | 6月18日        |
| 38  | かけら                     | 大和屋暁     | 林有紀           | えんどうてつや   | 志村隆行                                         | 6月25日        |
| 38  | ねぇねぇしろひげさん       | まさきひろ   | えんどうてつや   | えんどうてつや   | 井坂純子 長岡みどり                              | 6月25日        |
| 39  | 探検!ぐるぐるタウン        | 大和屋暁     | いいじままさかつ | いいじままさかつ | 井上みゆき                                       | 7月2日         |
| 39  | みーにゃのヒコボシ様       | 矢島大輔     | いいじままさかつ | いいじままさかつ | 星和伸                                           | 7月2日         |
| 41  | 雨上がりの朝               | 矢島大輔     | 高橋資祐         | 案納正美         | 牧野香                                           | 7月16日        |
| 41  | 山登り                     | まさきひろ   | 高橋資祐         | 案納正美         | 大塚由                                           | 7月16日        |
| 42  | えらいのだーれ?            | まさきひろ   | えんどうてつや   | えんどうてつや   | 山本哲也 吉田勝忠                                | 7月23日        |
| 42  | 森を守ろう                 | 矢島大輔     | えんどうてつや   | えんどうてつや   | 志村隆行                                         | 7月23日        |
| 43  | 入道雲の悩み               | まさきひろ   | 佐藤真二         | 佐藤真二         | 佐藤真二                                         | 7月30日        |
| 43  | コールド                   | 大和屋暁     | 佐藤真二         | 佐藤真二         | 上田美由紀                                       | 7月30日        |
| 44  | マンガの本を返して         | 浦沢義雄     | 遠藤克己         | えんどうてつや   | ふくだ忠                                         | 8月6日         |
| 44  | アイスキャンディーの妖精   | 浦沢義雄     | えんどうてつや   | えんどうてつや   | 長岡みどり                                       | 8月6日         |
| 45  | みんなのおべんとう         | 大和屋暁     | えんどうてつや   | えんどうてつや   | 山本哲也                                         | 8月13日        |
| 45  | お祭り                     | 矢島大輔     | いいじままさかつ | いいじままさかつ | 志村隆行 武井智子                                | 8月13日        |
| 46  | 笑うな                     | 大和屋暁     | えんどうてつや   | えんどうてつや   | 井上みゆき                                       | 8月20日        |
| 46  | ちゅりんの占い             | 大和屋暁     | えんどうてつや   | えんどうてつや   | 遠藤裕一                                         | 8月20日        |
| 47  | みんな こぷー              | 阪口和久     | 今千秋           | 今千秋           | 長岡みどり                                       | 8月27日        |
| 47  | バケモノが出た             | 水越保       | 今千秋           | 今千秋           | 本木久年                                         | 8月27日        |
| 48  | おにいちゃんのいじわる     | 矢島大輔     | えんどうてつや   | えんどうてつや   | 山本哲也 上田美由紀                              | 9月3日         |
| 48  | 新聞王しろひげさん         | まさきひろ   | えんどうてつや   | えんどうてつや   | 井坂純子                                         | 9月3日         |
| 49  | おとうさんの料理           | 浦沢義雄     | 高橋資祐         | 案納正美         | 大塚由                                           | 9月10日        |
| 49  | お月見                     | 浦沢義雄     | 高橋資祐         | 案納正美         | 牧野香                                           | 9月10日        |
| 50  | 雨の日                     | 阪口和久     | えんどうてつや   | えんどうてつや   | 遠藤裕一                                         | 9月24日        |
| 50  | 歌いたくないのに           | まさきひろ   | えんどうてつや   | えんどうてつや   | 吉田勝忠 大庭厚志                                | 9月24日        |
| 51  | おあずけはなまる           | 浦沢義雄     | いいじままさかつ | いいじままさかつ | 星和伸                                           | 10月1日        |
| 51  | いいことをしよう           | 浦沢義雄     | しぎのあきら     | いいじままさかつ | 井上みゆき 上田美由紀                            | 10月1日        |
| 52  | 生きている化石             | 阪口和久     | えんどうてつや   | えんどうてつや   | 志村隆行                                         | 10月8日        |
| 52  | 台風                       | まさきひろ   | えんどうてつや   | えんどうてつや   | 本木久年                                         | 10月8日        |
| 53  | 悔い改めよ                 | まさきひろ   | 佐藤真二         | 佐藤真二         | 佐藤真二                                         | 10月15日       |
| 53  | みーにゃのヒミツ           | 矢島大輔     | 佐藤真二         | 佐藤真二         | 佐藤真二                                         | 10月15日       |
| 54  | 虹と紙ヒコーキ             | 村澤正英     | えんどうてつや   | えんどうてつや   | 小林一幸                                         | 10月22日       |
| 54  | 丘ダイバー                 | 大和屋暁     | えんどうてつや   | えんどうてつや   | ふくだ忠 吉田勝忠                                | 10月22日       |
| 55  | 海賊の宝物                 | まさきひろ   | 今千秋           | 今千秋           | 井坂純子                                         | 10月29日       |
| 55  | シャボン玉危機一髪         | 阪口和久     | 今千秋           | 今千秋           | 遠藤裕一 上田美由紀 大庭厚志                     | 10月29日       |
| 56  | ふわふわお布団             | 阪口和久     | えんどうてつや   | えんどうてつや   | 井上みゆき 上田美由紀                            | 11月5日        |
| 56  | サイクリング               | 浦沢義雄     | えんどうてつや   | えんどうてつや   | 遠藤裕一                                         | 11月5日        |
| 57  | 山が泣いている             | 浦沢義雄     | いいじままさかつ | いいじままさかつ | 本木久年                                         | 11月12日       |
| 57  | ふしぎなゴミ箱             | 阪口和久     | いいじままさかつ | いいじままさかつ | 志村隆行                                         | 11月12日       |
| 58  | ミカン山へ行こう           | 浦沢義雄     | 佐藤真二         | 佐藤真二         | ふくだ忠                                         | 11月19日       |
| 58  | 看板娘                     | 大和屋暁     | 佐藤真二         | 佐藤真二         | 佐藤真二                                         | 11月19日       |
| 59  | カレンダー                 | まさきひろ   | 高橋資祐         | 案納正美         | 牧野香                                           | 11月26日       |
| 59  | ストライキ                 | 阪口和久     | 高橋資祐         | 案納正美         | 大塚由                                           | 11月26日       |
| 60  | 一緒に遊んでくれ           | 大和屋暁     | えんどうてつや   | えんどうてつや   | 練木正宏                                         | 12月3日        |
| 60  | タスキをとどけろ           | まさきひろ   | えんどうてつや   | えんどうてつや   | 井坂純子                                         | 12月3日        |
| 61  | つぼマスター               | 大和屋暁     | いいじままさかつ | いいじままさかつ | 木下裕孝 橋本知枝                                | 12月10日       |
| 61  | 大人の味                   | まさきひろ   | いいじままさかつ | いいじままさかつ | 星和伸                                           | 12月10日       |
| 62  | みーにゃのセーター         | 浦沢義雄     | えんどうてつや   | えんどうてつや   | 遠藤裕一                                         | 12月17日       |
| 62  | 保安官しろひげさん         | まさきひろ   | えんどうてつや   | えんどうてつや   | 井坂純子 長岡みどり                              | 12月17日       |
| 63  | 古いクリスマスツリー       | 浦沢義雄     | 今千秋           | 今千秋           | 本木久年                                         | 12月24日       |
| 63  | クリスマスイブ             | 浦沢義雄     | 今千秋           | 今千秋           | 星和伸                                           | 12月24日       |
| 64  | 21世紀                     | 浦沢義雄     | えんどうてつや   | えんどうてつや   | 本木久年                                         | 2001年 1月7日  |
| 64  | たこたこ上がれ             | まさきひろ   | えんどうてつや   | えんどうてつや   | 窪詔之 (原画)遠藤裕一 吉田勝忠                   | 2001年 1月7日  |
| 65  | こどもは風の子             | 浦沢義雄     | 高橋資祐         | 案納正美         | 大塚由                                           | 1月14日        |
| 65  | おにいちゃん               | 矢島大輔     | 高橋資祐         | 案納正美         | 牧野香                                           | 1月14日        |
| 66  | ねむれない夜               | 矢島大輔     | えんどうてつや   | えんどうてつや   | ふくだ忠                                         | 1月21日        |
| 66  | 心のおそうじ               | 阪口和久     | えんどうてつや   | えんどうてつや   | 長岡みどり                                       | 1月21日        |
| 67  | まちをきれいに             | 浦沢義雄     | いいじままさかつ | いいじままさかつ | 星和伸                                           | 1月28日        |
| 67  | みーにゃの手袋             | 浦沢義雄     | いいじままさかつ | いいじままさかつ | 志村隆行 武井智子                                | 1月28日        |
| 69  | おかあさんかまって         | 阪口和久     | 佐藤真二         | 佐藤真二         | 遠藤裕一                                         | 2月11日        |
| 69  | バレンタイン               | まさきひろ   | 佐藤真二         | 佐藤真二         | 井坂純子                                         | 2月11日        |
| 70  | こたつ                     | 水越保       | えんどうてつや   | えんどうてつや   | 星和伸                                           | 2月18日        |
| 70  | ワカサギつり               | 浦沢義雄     | えんどうてつや   | えんどうてつや   | 遠藤裕一                                         | 2月18日        |
| 71  | とりのこされて             | まさきひろ   | えんどうてつや   | えんどうてつや   | 木下裕孝 橋本知枝                                | 2月25日        |
| 71  | しろひげさんの宇宙旅行     | まさきひろ   | えんどうてつや   | えんどうてつや   | 窪詔之 遠藤裕一 ふくだ忠                         | 2月25日        |
| 72  | もうすぐ春                 | 浦沢義雄     | 今千秋           | 今千秋           | 井坂純子 長岡みどり                              | 3月4日         |
| 72  | こがらしくん               | 浦沢義雄     | しぎのあきら     | 今千秋           | 本木久年                                         | 3月4日         |
| 73  | おとうさんの朝             | 阪口和久     | 高橋資祐         | 案納正美         | 大塚由                                           | 3月11日        |
| 73  | あつめてる?                | 浦沢義雄     | 高橋資祐         | 案納正美         | 牧野香                                           | 3月11日        |
| 74  | タマゴをかえして!          | まさきひろ   | いいじままさかつ | いいじままさかつ | ふくだ忠                                         | 3月18日        |
| 74  | ロケ隊がやってきた!        | まさきひろ   | いいじままさかつ | いいじままさかつ | 本木久年 小林一幸 星和伸                         | 3月18日        |
| 76  | 知恵の輪                   | 阪口和久     | えんどうてつや   | えんどうてつや   | 井坂純子                                         | 4月7日         |
| 76  | 二人のおうち               | 阪口和久     | えんどうてつや   | えんどうてつや   | 遠藤裕一                                         | 4月7日         |
| 77  | 絶叫マシン                 | まさきひろ   | 佐藤真二         | 佐藤真二         | 窪詔之 上田美由紀                                | 4月14日        |
| 77  | 新人ポスト                 | まさきひろ   | 佐藤真二         | 佐藤真二         | 窪詔之 佐藤真二                                  | 4月14日        |
| 78  | かんがえろ!                | 阪口和久     | えんどうてつや   | えんどうてつや   | 志村隆行                                         | 4月21日        |
| 78  | 魔女の家                   | 矢島大輔     | えんどうてつや   | えんどうてつや   | 長岡みどり                                       | 4月21日        |
| 79  | ふたりの友情               | 大和屋暁     | 今千秋           | 今千秋           | (作画監督)窪詔之 (原画)吉田忠勝 石井智美         | 4月28日        |
| 79  | おとうさんの傘             | 矢島大輔     | 今千秋           | 今千秋           | (作画監督)窪詔之 (原画)本木久年 山本哲也         | 4月28日        |
| 80  | 太陽と虹                   | 田村竜       | えんどうてつや   | えんどうてつや   | ふくだ忠                                         | 5月5日         |
| 80  | おかあさんの休日           | 田村竜       | えんどうてつや   | えんどうてつや   | 井坂純子                                         | 5月5日         |
| 81  | スーパーバット             | 矢島大輔     | いいじままさかつ | いいじままさかつ | 志村隆行                                         | 5月12日        |
| 81  | ちゅりんのかばん           | 矢島大輔     | いいじままさかつ | いいじままさかつ | 小林一幸                                         | 5月12日        |
| 82  | のんだのだぁれ?            | 浦沢義雄     | えんどうてつや   | えんどうてつや   | 木下裕孝 橋本知枝                                | 5月19日        |
| 82  | おかたづけ                 | 矢島大輔     | えんどうてつや   | えんどうてつや   | 長岡みどり                                       | 5月19日        |
| 83  | わかんない                 | 矢島大輔     | 高橋資祐         | 案納正美         | 案納正美                                         | 5月26日        |
| 83  | フラッシュ                 | まさきひろ   | 高橋資祐         | 案納正美         | 牧野香                                           | 5月26日        |
| 84  | エグゼクティブ             | 大和屋暁     | しぎのあきら     | えんどうてつや   | 遠藤裕一 星和伸                                  | 6月2日         |
| 84  | まほうつかいになる         | 大和屋暁     | しぎのあきら     | えんどうてつや   | 遠藤裕一 本木久年 東條健次                       | 6月2日         |
| 85  | なかなおり                 | 浦沢義雄     | 今千秋           | 今千秋           | 上田美由紀 吉田忠勝 井上みゆき                   | 6月9日         |
| 85  | まくらの王女さま           | まさきひろ   | かみやじゅん     | 今千秋           | 上田美由紀 練木正宏 本木久年 石井智美            | 6月9日         |
| 86  | ゴメンなさい               | 阪口和久     | えんどうてつや   | えんどうてつや   | 窪詔之                                           | 6月16日        |
| 86  | てんじょううらのひみつ     | まさきひろ   | えんどうてつや   | えんどうてつや   | 窪詔之 (原画)小林一幸 本木久年 星和伸            | 6月16日        |
| 87  | しりつたんてい             | まさきひろ   | いいじままさかつ | いいじままさかつ | 遠藤裕一 ふくだ忠                                | 6月23日        |
| 87  | シャンプーのようせい       | 矢島大輔     | いいじままさかつ | いいじままさかつ | 遠藤裕一                                         | 6月23日        |
| 89  | ぎゃふん                   | 大和屋暁     | 高橋資祐         | 案納正美         | 大塚由                                           | 7月7日         |
| 89  | ぺんぺのひこぼしさま       | 矢島大輔     | 高橋資祐         | 案納正美         | 牧野香                                           | 7月7日         |
| 90  | エレベーター               | まさきひろ   | えんどうてつや   | えんどうてつや   | 志村隆行                                         | 7月14日        |
| 90  | はなまるる                 | 大和屋暁     | えんどうてつや   | えんどうてつや   | 星和伸                                           | 7月14日        |
| 91  | かいすいパンツ             | まさきひろ   | 今千秋           | 今千秋           | ふくだ忠                                         | 7月21日        |
| 91  | いなくなったはなよめさん   | まさきひろ   | 今千秋           | 今千秋           | 長岡みどり                                       | 7月21日        |
| 92  | おかあさんを休ませたい     | 浦沢義雄     | えんどうてつや   | えんどうてつや   | 上田美由紀 東條健次                              | 7月28日        |
| 92  | 登山家しろひげさん         | まさきひろ   | えんどうてつや   | えんどうてつや   | 上田美由紀 吉田忠勝 本木久年 練木正宏 井上みゆき | 7月28日        |
| 93  | 家出した電話               | まさきひろ   | いいじままさかつ | いいじままさかつ | 遠藤裕一 志村隆行                                | 8月4日         |
| 93  | とのさま                   | 水越保       | いいじままさかつ | いいじままさかつ | 遠藤裕一                                         | 8月4日         |
| 94  | はしご                     | 阪口和久     | えんどうてつや   | えんどうてつや   | 井坂純子                                         | 8月11日        |
| 94  | スパイ                     | まさきひろ   | えんどうてつや   | えんどうてつや   | 本木久年 石井智美 石井邦幸                       | 8月11日        |
| 95  | 鬼がわらう                 | 大和屋暁     | 佐藤真二         | 佐藤真二         | 東條健次                                         | 8月18日        |
| 95  | 土鍋                       | 大和屋暁     | 佐藤真二         | 佐藤真二         | 佐藤真二                                         | 8月18日        |
| 96  | みんなであそぼう           | 浦沢義雄     | えんどうてつや   | えんどうてつや   | 遠藤裕一 吉田忠勝                                | 8月25日        |
| 96  | シンデレラ                 | まさきひろ   | えんどうてつや   | えんどうてつや   | 遠藤裕一 井上みゆき 木下裕孝 上田美由紀          | 8月25日        |
| 97  | 台風が来た                 | 浦沢義雄     | 高橋資祐         | 案納正美         | 牧野香                                           | 9月1日         |
| 97  | にがお絵                   | 浦沢義雄     | 高橋資祐         | 案納正美         | 大塚由                                           | 9月1日         |
| 99  | おふろから出たい           | 阪口和久     | えんどうてつや   | えんどうてつや   | 長岡みどり                                       | 9月15日        |
| 99  | つるのおんがえし           | 大和屋暁     | えんどうてつや   | えんどうてつや   | 井坂純子                                         | 9月15日        |
| 100 | でんせつのバット           | 田村竜       | いいじままさかつ | いいじままさかつ | 星和伸                                           | 9月22日        |
| 100 | クレヨン                   | 矢島大輔     | いいじままさかつ | いいじままさかつ | 二宮常雄 星和伸 ふくだ忠                         | 9月22日        |
| 101 | まゆつば                   | 大和屋暁     | えんどうてつや   | えんどうてつや   | 佐藤真二                                         | 9月29日        |
| 101 | キャプテンしろひげさん     | まさきひろ   | えんどうてつや   | えんどうてつや   | 長岡みどり 志村隆行                              | 9月29日        |

はなまる王子
| 話 | サブタイトル             | 脚本     | 作画                | 演出             | 放送日         |
| -- | ------------------------ | -------- | ------------------- | ---------------- | -------------- |
| 1  | 虫歯の怪人 ザ・ジズゼゾ  | 浦沢義雄 | 星和伸              | 神谷純           | 1999年 10月3日 |
| 2  | こぷーのさかだち         | 浦沢義雄 | 遠藤裕一            | 香川豊           | 10月10日       |
| 3  | ザ・ジズゼゾのワナ       | 浦沢義雄 | 北野幸広            | えんどうてつや   | 10月17日       |
| 4  | やきそば                 | 浦沢義雄 | 星和伸 井上みゆき   | いいじままさかつ | 10月24日       |
| 5  | いっしょに考えろ         | 浦沢義雄 | 千明ゆり            | 水野和則         | 10月31日       |
| 6  | しまおの忠告             | 浦沢義雄 | 石井智美            | えんどうてつや   | 11月7日        |
| 7  | ラーメン                 | 浦沢義雄 | さとうしんじ        | 佐藤真二         | 11月14日       |
| 8  | 街をでる・・・           | 浦沢義雄 | 星和伸              | 香川豊           | 11月21日       |
| 9  | 逢いたいぜ               | 浦沢義雄 | 星和伸              | えんどうてつや   | 11月28日       |
| 10 | いじめてくれ             | 浦沢義雄 | 練木正宏            | いいじままさかつ | 12月5日        |
| 11 | ちゅりんの心配           | 浦沢義雄 | 千明ゆり            | えんどうてつや   | 12月12日       |
| 12 | 虫歯が抜けた日           | 浦沢義雄 | 志村隆行            | 香川豊           | 12月19日       |
| 13 | 復活の虫歯               | 浦沢義雄 | 大塚由              | 案納正美         | 12月26日       |
| 14 | みーにゃは嫌い           | 浦沢義雄 | 北野幸広 池川陽子   | 神谷純           | 2000年 1月9日  |
| 15 | しまおの哀しみ           | 浦沢義雄 | 星和伸              | えんどうてつや   | 1月16日        |
| 16 | ちゅりん危機一髪         | 浦沢義雄 | 窪詔之 大庭厚志     | 島崎奈々子       | 1月23日        |
| 17 | こぷーの同情             | 浦沢義雄 | 木下裕孝            | えんどうてつや   | 1月30日        |
| 18 | ぺんぺのカメラ           | 浦沢義雄 | 木下裕孝            | いいじままさかつ | 2月6日         |
| 19 | しまおの昼寝             | 浦沢義雄 | さとうしんじ        | 佐藤真二         | 2月13日        |
| 20 | まるるの三輪車           | 浦沢義雄 | 上田美由紀          | えんどうてつや   | 2月20日        |
| 21 | ザ・ジズゼゾのかあちゃん | 浦沢義雄 | 木下裕孝            | 島崎奈々子       | 2月27日        |
| 22 | 親分                     | 浦沢義雄 | 遠藤裕一            | えんどうてつや   | 3月5日         |
| 23 | カラテの名人             | 浦沢義雄 | 大塚由              | 案納正美         | 3月12日        |
| 24 | 消防士                   | 浦沢義雄 | 山本哲也 吉田勝忠   | えんどうてつや   | 3月19日        |
| 25 | 王子、最後の戦い         | 浦沢義雄 | 練木正宏 井上みゆき | 佐藤真二         | 3月26日        |

はなまるキング
| 話 | サブタイトル                                                                                     | 脚本     | コンテ                    | 作画                                                                             | 演出                      | 放送日        |
| -- | ------------------------------------------------------------------------------------------------ | -------- | ------------------------- | -------------------------------------------------------------------------------- | ------------------------- | ------------- |
| 26 | 登場!はなまるキング                                                                              | 浦沢義雄 | えんどうてつや            | 星和伸                                                                           | えんどうてつや            | 2000年 4月2日 |
| 27 | 恐怖!くすぐりハンドマシーン                                                                      | 浦沢義雄 | いいじままさかつ          | 北野幸広 池川陽子                                                                | いいじままさかつ          | 4月9日        |
| 28 | 恐怖!入れ歯ブルドーザー                                                                          | 浦沢義雄 | 佐藤真二                  | 木下裕孝                                                                         | 今千秋                    | 4月16日       |
| 29 | 恐怖!納豆バズーカ!                                                                               | 浦沢義雄 | えんどうてつや            | 山本哲也 緒方厚 上田美由紀 小森篤                                                | えんどうてつや            | 4月23日       |
| 30 | 恐怖!せんたくきロボ!                                                                             | 浦沢義雄 | 佐藤真二                  | 井上みゆき                                                                       | 佐藤真二                  | 4月30日       |
| 31 | 恐怖!おたのしみ福袋!                                                                             | 浦沢義雄 | 高橋資祐                  | 大塚由                                                                           | 案納正美                  | 5月7日        |
| 32 | 恐怖!強力バキューム!                                                                             | 浦沢義雄 | えんどうてつや            | 志村隆行                                                                         | えんどうてつや            | 5月14日       |
| 33 | 恐怖!ドライヤー銃!                                                                               | 浦沢義雄 | いいじままさかつ          | 星和伸                                                                           | いいじままさかつ          | 5月21日       |
| 34 | 恐怖!怪獣ベンキ!                                                                                 | 浦沢義雄 | えんどうてつや            | 長岡みどり                                                                       | えんどうてつや            | 5月28日       |
| 35 | 恐怖!かみつきソラシド!                                                                           | 浦沢義雄 | 島崎奈々子                | 木下裕孝                                                                         | 島崎奈々子                | 6月4日        |
| 36 | 恐怖!ロープを操る笛!                                                                             | 浦沢義雄 | えんどうてつや            | 山本哲也 渡辺淳 小森篤                                                           | えんどうてつや            | 6月11日       |
| 37 | 恐怖!干物製造機!                                                                                 | 浦沢義雄 | 今千秋                    | 遠藤裕一                                                                         | 今千秋                    | 6月18日       |
| 38 | 恐怖!シャボン玉爆弾!                                                                             | 浦沢義雄 | えんどうてつや            | 山本哲也 小森篤 緒方厚                                                           | えんどうてつや            | 6月25日       |
| 39 | 恐怖!いろいろな雲製造機!                                                                         | 浦沢義雄 | いいじままさかつ          | 遠藤裕一                                                                         | いいじままさかつ          | 7月2日        |
| 40 | 地球のよい子たち                                                                                 | 浦沢義雄 | えんどうてつや            | (作画監督)本木久年 (原画)練木正宏 石井智美 ふくだ忠 木下裕孝 吉田夫美子 本木久年 | えんどうてつや            | 7月9日        |
| 41 | 恐怖!パンチングカメラ!                                                                           | 浦沢義雄 | 高橋資祐                  | 石橋和美                                                                         | 案納正美                  | 7月16日       |
| 42 | 恐怖!勉強させる君!                                                                               | 浦沢義雄 | えんどうてつや            | 星和伸                                                                           | えんどうてつや            | 7月23日       |
| 43 | 恐怖!幽霊発生器!                                                                                 | 浦沢義雄 | 佐藤真二                  | 木下裕孝                                                                         | 佐藤真二                  | 7月30日       |
| 44 | 恐怖!悪夢のベッド!                                                                               | 浦沢義雄 | えんどうてつや            | 佐藤真二                                                                         | えんどうてつや            | 8月6日        |
| 45 | 恐怖!水虫発生器!                                                                                 | 浦沢義雄 | いいじままさかつ          | 練木正宏                                                                         | いいじままさかつ          | 8月13日       |
| 46 | 恐怖!戦う観葉植物!                                                                               | 浦沢義雄 | えんどうてつや            | 星和伸                                                                           | えんどうてつや            | 8月20日       |
| 47 | 恐怖!ラベンダーシャンプー!                                                                       | 浦沢義雄 | 今千秋                    | 木下裕孝                                                                         | 今千秋                    | 8月27日       |
| 48 | 恐怖!小さくなるコショー!                                                                         | 浦沢義雄 | えんどうてつや            | 千明ゆり                                                                         | えんどうてつや            | 9月3日        |
| 49 | 恐怖!湯気ポット!                                                                                 | 浦沢義雄 | 高橋資祐                  | 石橋和美                                                                         | 案納正美                  | 9月10日       |
| 50 | 恐怖!ミズゴジロボ!                                                                               | 浦沢義雄 | えんどうてつや            | ふくだ忠                                                                         | えんどうてつや            | 9月24日       |
| 68 | はなまるキング アンコールスペシャル 恐怖!かみつきソラシド! 恐怖!怪獣ベンキ! 恐怖!シャボン玉爆弾! | 浦沢義雄 | えんどうてつや 島崎奈々子 | 木下裕孝 長岡みどり 小森篤 緒方厚                                                | えんどうてつや 島崎奈々子 | 2001年 2月4日 |

デラックスはなまるキング
| 話 | サブタイトル            | 脚本     | コンテ           | 作画                | 演出             | 放送日         |
| -- | ----------------------- | -------- | ---------------- | ------------------- | ---------------- | -------------- |
| 51 | 美しい花!               | 浦沢義雄 | 神谷純           | 星和伸              | いいじままさかつ | 2000年 10月1日 |
| 52 | おもわぬ友情!           | 浦沢義雄 | えんどうてつや   | 遠藤裕一            | えんどうてつや   | 10月8日        |
| 53 | あなたの親切!           | 浦沢義雄 | 佐藤真二         | 木下裕孝            | 佐藤真二         | 10月15日       |
| 54 | 陰口に注意!             | 浦沢義雄 | えんどうてつや   | 長岡みどり          | えんどうてつや   | 10月22日       |
| 55 | おれを祝え!             | 浦沢義雄 | かみやじゅん     | 木下裕孝 橋本知枝   | 今千秋           | 10月29日       |
| 56 | 中華料理!               | 浦沢義雄 | えんどうてつや   | 星和伸              | えんどうてつや   | 11月5日        |
| 57 | 身の上話!               | 浦沢義雄 | いいじままさかつ | 星和伸              | いいじままさかつ | 11月12日       |
| 58 | みんなを明るく!         | 浦沢義雄 | 佐藤真二         | 石井邦幸 石井智美   | 佐藤真二         | 11月19日       |
| 59 | オレの胸にぶつけろ!     | 浦沢義雄 | 高橋資祐         | 石橋和美            | 案納正美         | 11月26日       |
| 60 | もっと激しく!!          | 浦沢義雄 | えんどうてつや   | 長岡みどり          | えんどうてつや   | 12月3日        |
| 61 | いつもクールに!         | 浦沢義雄 | いいじままさかつ | 上田美由紀          | いいじままさかつ | 12月10日       |
| 62 | 友情を大切に!           | 浦沢義雄 | えんどうてつや   | 志村隆行            | えんどうてつや   | 12月17日       |
| 63 | 復讐の時が来た!         | 浦沢義雄 | 今千秋           | ふくだ忠            | 今千秋           | 12月24日       |
| 64 | 積極的に!               | 浦沢義雄 | えんどうてつや   | 上田美由紀          | えんどうてつや   | 2001年 1月7日  |
| 65 | おしくらまんじゅう!     | 浦沢義雄 | 高橋資祐         | 石橋和美            | 案納正美         | 1月14日        |
| 66 | バレエの先生!           | 浦沢義雄 | えんどうてつや   | 木下裕孝            | えんどうてつや   | 1月21日        |
| 67 | デザイナーの先生!       | 浦沢義雄 | いいじままさかつ | 練木正宏            | いいじままさかつ | 1月28日        |
| 69 | 美容院の先生!           | 浦沢義雄 | 佐藤真二         | 佐藤真二            | 佐藤真二         | 2月11日        |
| 70 | うらないの先生!         | 浦沢義雄 | えんどうてつや   | ふくだ忠 上田美由紀 | えんどうてつや   | 2月18日        |
| 71 | おはなの先生!           | 浦沢義雄 | えんどうてつや   | 小林一幸            | えんどうてつや   | 2月25日        |
| 72 | さんすうの先生!         | 浦沢義雄 | 今千秋           | 遠藤裕一            | 今千秋           | 3月4日         |
| 73 | 三味線の先生!           | 浦沢義雄 | 高橋資祐         | 石橋和美            | 案納正美         | 3月11日        |
| 74 | 工事現場の先生!         | 浦沢義雄 | いいじままさかつ | 練木正宏 山本哲也   | いいじままさかつ | 3月18日        |
| 75 | 母ちゃんの仲良し大作戦! | 浦沢義雄 | えんどうてつや   | (作画監督)木下裕孝  | えんどうてつや   | 3月25日        |

はなまるキング・ターボ
| 話  | サブタイトル                    | 脚本     | コンテ           | 作画                     | 演出             | はなまるキングが名乗る際に言う「正義の○○」 | 放送日        |
| --- | ------------------------------- | -------- | ---------------- | ------------------------ | ---------------- | ------------------------------------------ | ------------- |
| 76  | みーにゃのフラメンコ!           | 浦沢義雄 | かみやじゅん     | 窪詔之 遠藤裕一 練木正宏 | えんどうてつや   | 正義の天文台                               | 2001年 4月7日 |
| 77  | こぷーの手品!                   | 浦沢義雄 | 佐藤真二         | 木下裕孝 橋本知枝        | 佐藤真二         | 正義の郵便局                               | 4月14日       |
| 78  | しまおのボクシング!             | 浦沢義雄 | えんどうてつや   | 星和伸                   | えんどうてつや   | 正義のお好み焼き                           | 4月21日       |
| 79  | みーにゃのチアガール!           | 浦沢義雄 | 今千秋           | 遠藤裕一                 | 今千秋           | 正義の展覧会                               | 4月28日       |
| 80  | ちゅりんのドラム!               | 浦沢義雄 | えんどうてつや   | 上田美由紀 井上みゆき    | えんどうてつや   | 正義の干瓢巻き                             | 5月5日        |
| 81  | まるるのフラダンス!             | 浦沢義雄 | いいじままさかつ | ふくだ忠                 | いいじままさかつ | 正義の武道館                               | 5月12日       |
| 82  | こぷーの深呼吸!                 | 浦沢義雄 | えんどうてつや   | 練木正宏                 | えんどうてつや   | 正義の鍋焼きうどん                         | 5月19日       |
| 83  | ぺんぺのいけばな!               | 浦沢義雄 | 高橋資祐         | 石橋和美                 | 案納正美         | 正義の博覧会                               | 5月26日       |
| 84  | ちゅりんの木登り!               | 浦沢義雄 | えんどうてつや   | 遠藤裕一                 | えんどうてつや   | 正義の四国讃岐うどん                       | 6月2日        |
| 85  | しまおのでんぐりがえし!         | 浦沢義雄 | 今千秋           | 木下裕孝 橋本知枝        | 今千秋           | 正義のポテンヒット                         | 6月9日        |
| 86  | ぺんぺのおじぎ!                 | 浦沢義雄 | えんどうてつや   | 窪詔之 井坂純子 橋本知枝 | えんどうてつや   | 正義の江戸前回転寿司                       | 6月16日       |
| 87  | おとうさんのえがお!             | 浦沢義雄 | いいじままさかつ | 遠藤裕一 長岡みどり      | いいじままさかつ | 正義の乾電池                               | 6月23日       |
| 89  | ぺんぺのおいしゃさんごっこ!     | 浦沢義雄 | 高橋資祐         | 石橋和美                 | 案納正美         | 正義の温水プール                           | 7月7日        |
| 90  | こぷーのしんかんせんごっこ!     | 浦沢義雄 | えんどうてつや   | 星和伸                   | えんどうてつや   | 正義の大盛り焼きそば                       | 7月14日       |
| 91  | しまおのしゃちょうごっこ!       | 浦沢義雄 | 佐藤真二         | 木下裕孝                 | 今千秋           | 正義の名人芸                               | 7月21日       |
| 92  | まるるのおかあさんごっこ!       | 浦沢義雄 | えんどうてつや   | 上田美由紀 井坂純子      | えんどうてつや   | 正義のカップラーメン                       | 7月28日       |
| 93  | こぷーのひこうきごっこ!         | 浦沢義雄 | いいじままさかつ | 遠藤裕一 星和伸          | いいじままさかつ | 正義の宅配便                               | 8月4日        |
| 94  | みーにゃの大スターごっこ!       | 浦沢義雄 | えんどうてつや   | 星和伸                   | えんどうてつや   | 正義のマスクメロン食べ放題                 | 8月11日       |
| 95  | しまおのにんじゃごっこ!         | 浦沢義雄 | 佐藤真二         | ふくだ忠                 | 佐藤真二         | 正義のペペロンチーノ                       | 8月18日       |
| 96  | ちゅりんのしょうぼうしゃごっこ! | 浦沢義雄 | えんどうてつや   | 遠藤裕一 練木正宏        | えんどうてつや   | 正義の石焼きビビンバ                       | 8月25日       |
| 97  | ぺんぺのうらないごっこ!         | 浦沢義雄 | 高橋資祐         | 石橋和美                 | 案納正美         | 正義の貯金箱                               | 9月1日        |
| 98  | ちゅりんのせんそうごっこ!       | 浦沢義雄 | えんどうてつや   | ふくだ忠                 | えんどうてつや   | 正義のデコレーションケーキ                 | 9月8日        |
| 99  | まるるのおえかき                | 浦沢義雄 | えんどうてつや   | 志村隆行                 | えんどうてつや   | 正義のアップルパイ                         | 9月15日       |
| 100 | かあちゃんのせんめんき          | 浦沢義雄 | いいじままさかつ | 井坂純子                 | いいじままさかつ | 正義のコッペパン                           | 9月22日       |
| 101 | みんなのサンドウィッチ          | 浦沢義雄 | えんどうてつや   | 二宮常雄 星和伸 ふくだ忠 | えんどうてつや   | 正義の石焼き芋                             | 9月29日       |

はなまる王子シリーズスペシャル
| 話 | サブタイトル                         | 脚本     | 絵コンテ       | 演出           | 作画                              | 放送日         |
| -- | ------------------------------------ | -------- | -------------- | -------------- | --------------------------------- | -------------- |
| 88 | はなまる王子シリーズ! しまおの哀しみ | 浦沢義雄 | えんどうてつや | えんどうてつや | 星和伸                            | 2001年 6月30日 |
| 88 | 恐怖!納豆バズーカ!                   | 浦沢義雄 | えんどうてつや | えんどうてつや | 山本哲也 緒方厚 上田美由紀 小森篤 | 2001年 6月30日 |
| 88 | みんなを明るく!                      | 浦沢義雄 | 佐藤真二       | 佐藤真二       | 窪詔之 石井邦幸 石井智美          | 2001年 6月30日 |

## 放送局
太字は同時ネット。
- テレビ大阪（制作局）[47]
- テレビ北海道[47]
- 東日本放送：土曜 7:00 - 7:30[47]
- 福島中央テレビ - 途中打ち切り
- テレビ新潟：火曜 16:00 - 16:30[48]。
- テレビ東京[47]
- テレビ愛知[47]
- びわ湖放送：日曜 12:30 - 13:00[47]
- 奈良テレビ：火曜 18:30 - 19:00[47]
- テレビ和歌山：日曜 8:30 - 9:00[47]
- テレビせとうち[47]
- 南海放送：日曜 7:30 - 8:00[49]
- TVQ九州放送[47]
- BSジャパン

## ゲーム
- はなそう！あそぼう！ぐるぐるタウンはなまるくん(プレイステーション)(2000)
- ぐるぐるタウンはなまるくん(ゲームボーイカラー)(2001)